# Roseraie d'Uetersen
La roseraie d'Uetersen (Rosarium Uetersen) est la roseraie la plus ancienne et la plus importante d'Allemagne septentrionale. Elle se trouve à Uetersen dans le Schleswig-Holstein.

## Historique
La roseraie d'Uestersen a été fondée en 1929 et dessinée par le paysagiste Berthold Thormählen, ainsi que par Mathias Tantau et Wilhelm Kordes. Elle s'étend sur un espace de sept hectares et comprend 35 000 plants de 1 020 variétés de toute sorte de couleurs et de parfums.
C'est en 1909 que l'idée germe de créer une roseraie après une exposition de roses tenue à Uetersen, dans un champ près du port, par l'union des rosiéristes allemands. La ville, en hommage au philosophe Friedrich Harms (1818-1880), amateur de roses, met un champ à la disposition de l'union qui est baptisé en 1913 Kaiser-Wilhelm-Rosengarten en l'honneur du jubilé du kaiser Guillaume. Une tornade de force 3 le détruit entièrement le 10 août 1925. La municipalité fait l'acquisition d'un moulin à eau (ancienne propriété d'une abbaye au Moyen Âge) et de son terrain, et la crise économique de 1929-1931 conduit nombre de chômeurs à participer au projet de cette nouvelle roseraie, puisqu'il faut entre autres terrasser et creuser des milliers de mètres cubes de sable. On plante huit cents sortes de roses, dont la plupart proviennent de l'ancienne roseraie, et ainsi la nouvelle est prête en 1934 et inaugurée le 13 juin de cette année, pour le sept-centième anniversaire de la fondation d'Uetersen. C'est alors la plus grande du genre en Allemagne. Elle souffre pendant la guerre, on y plante des pommes de terre. Elle rouvre en 1951 avec une première exposition d'après-guerre. Les expositions de 1952 et 1956 remportent un grand succès.
Au début du XXIe siècle, sont ajoutés un jardin des senteurs, un pavillon, une île artificielle baptisée île des noces, une promenade des roses, etc. La roseraie est soutenue par la Gesellschaft Deutscher Rosenfreunde.

## Galerie de photos

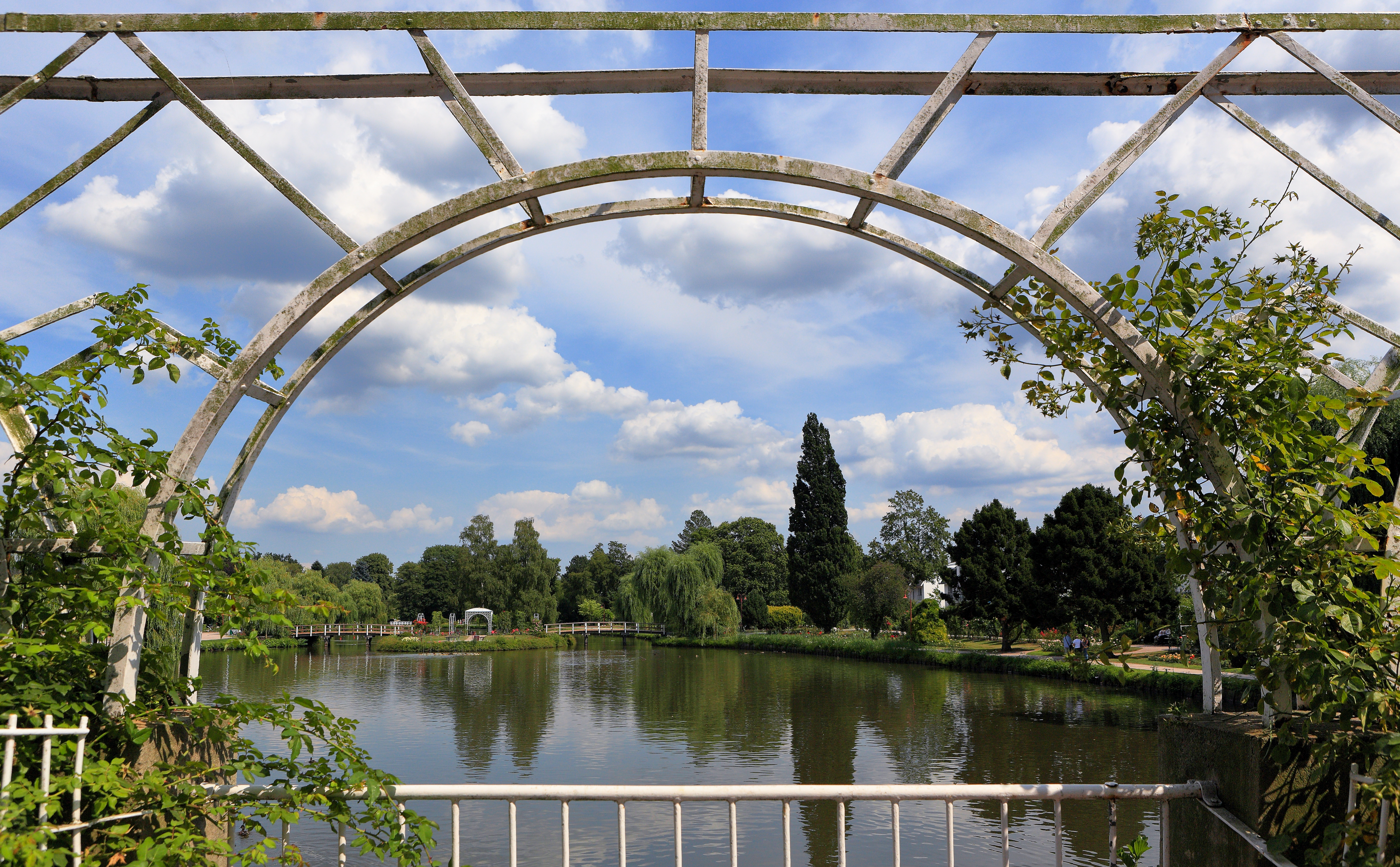
Vue de la 'Uetersen Rosarium'
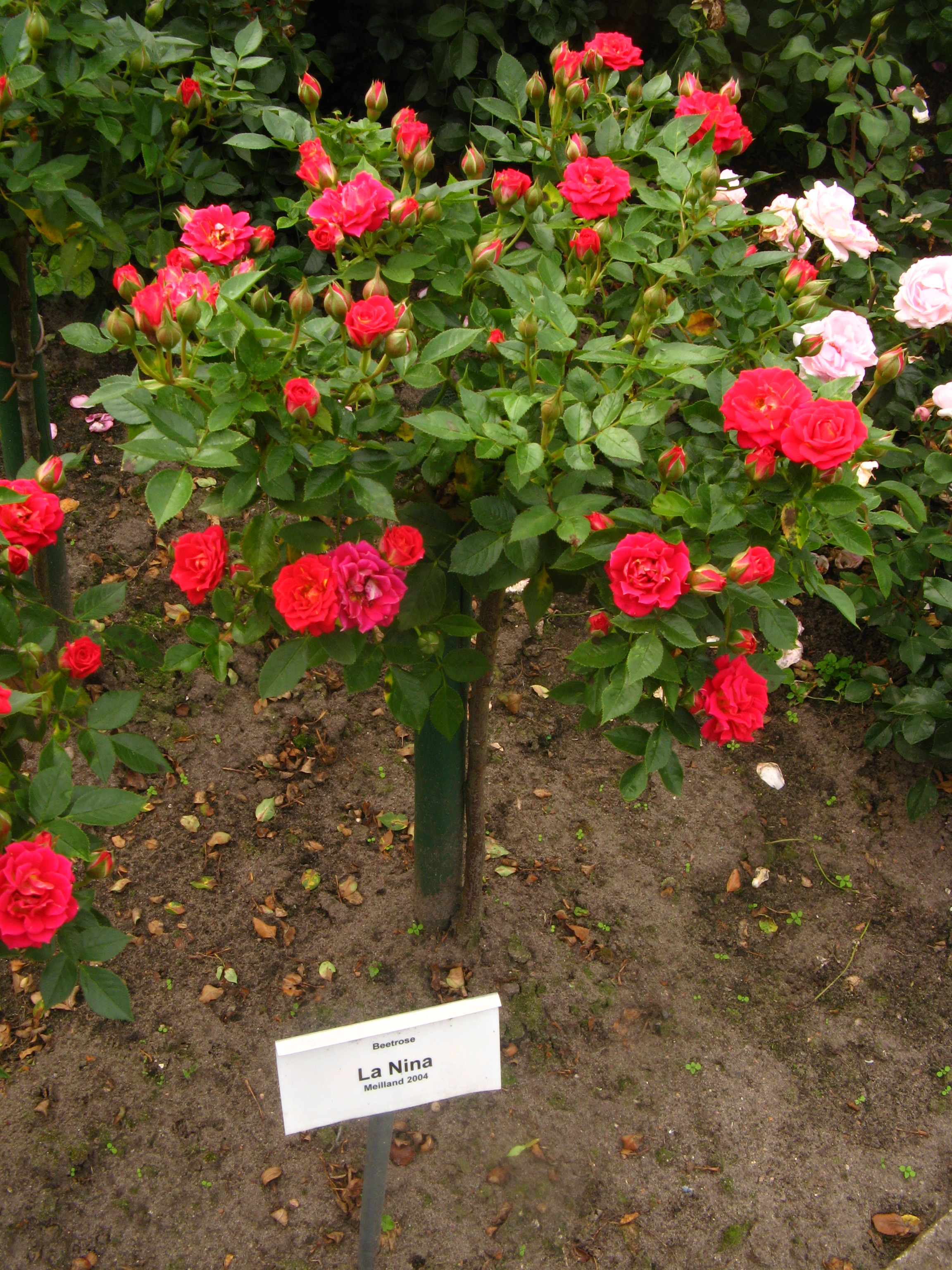
Rose 'La Niña'
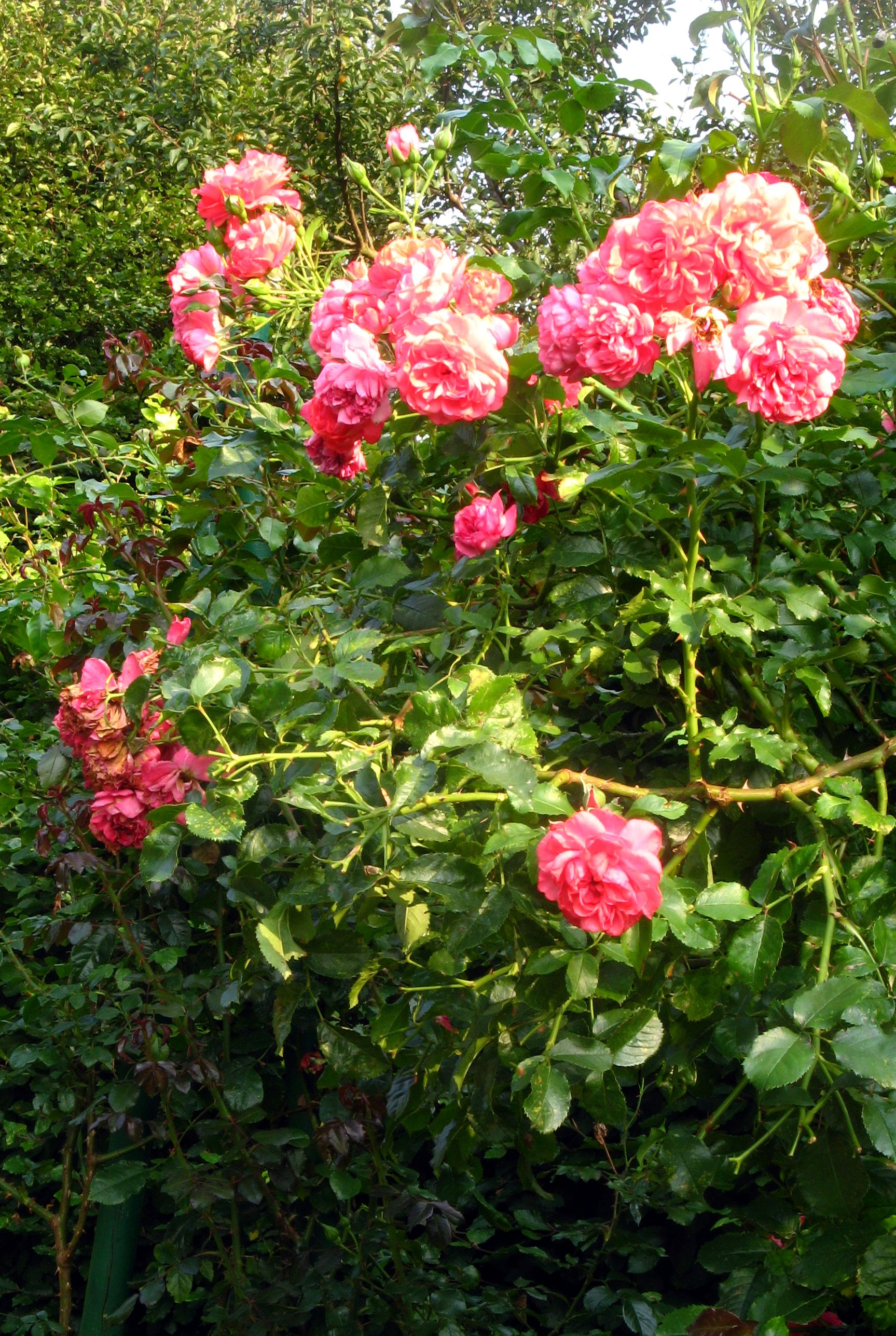
Rose 'Uetersen Rosarium' (Kordes, 1977)
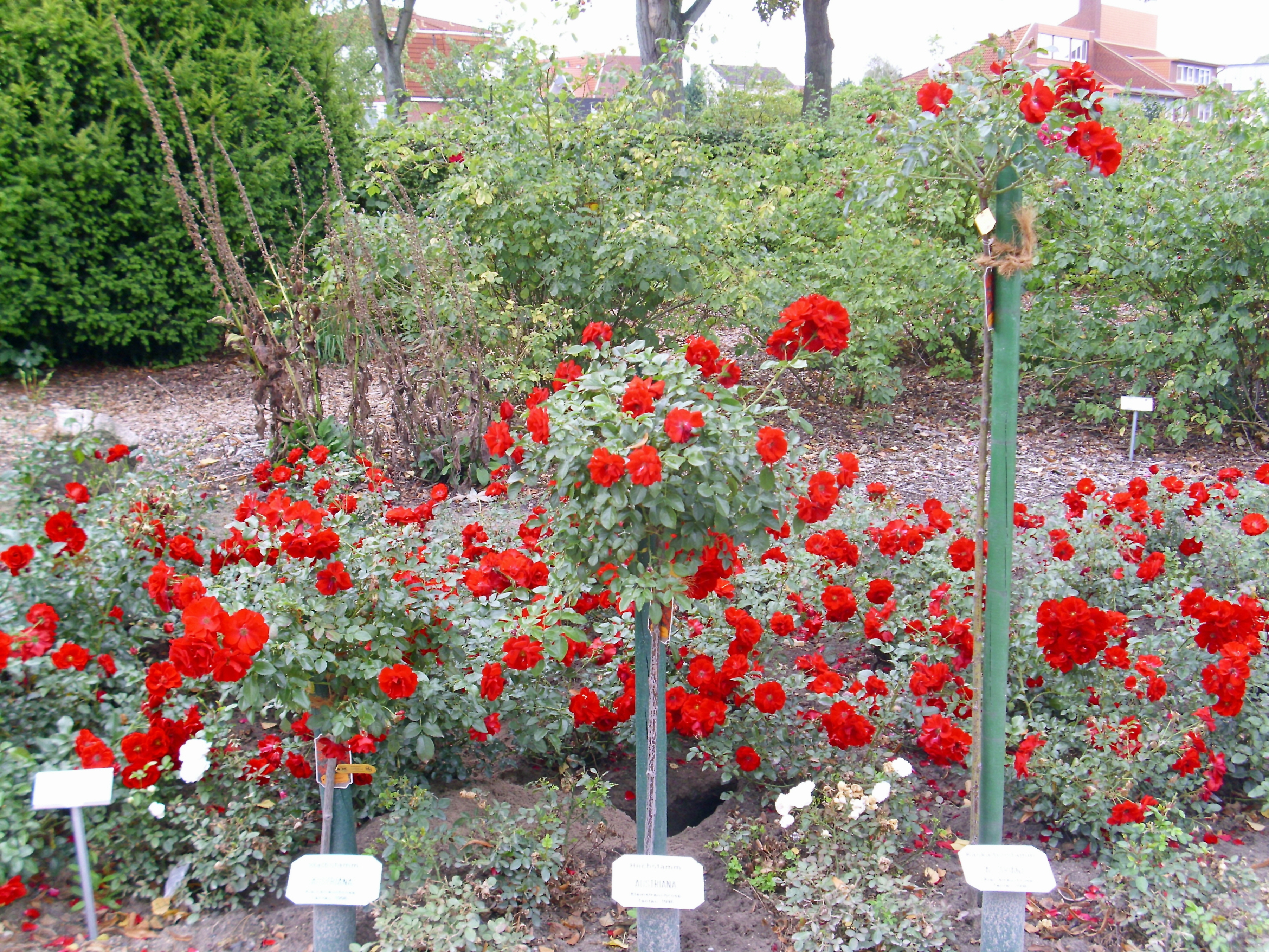
Parterre de roses rouges
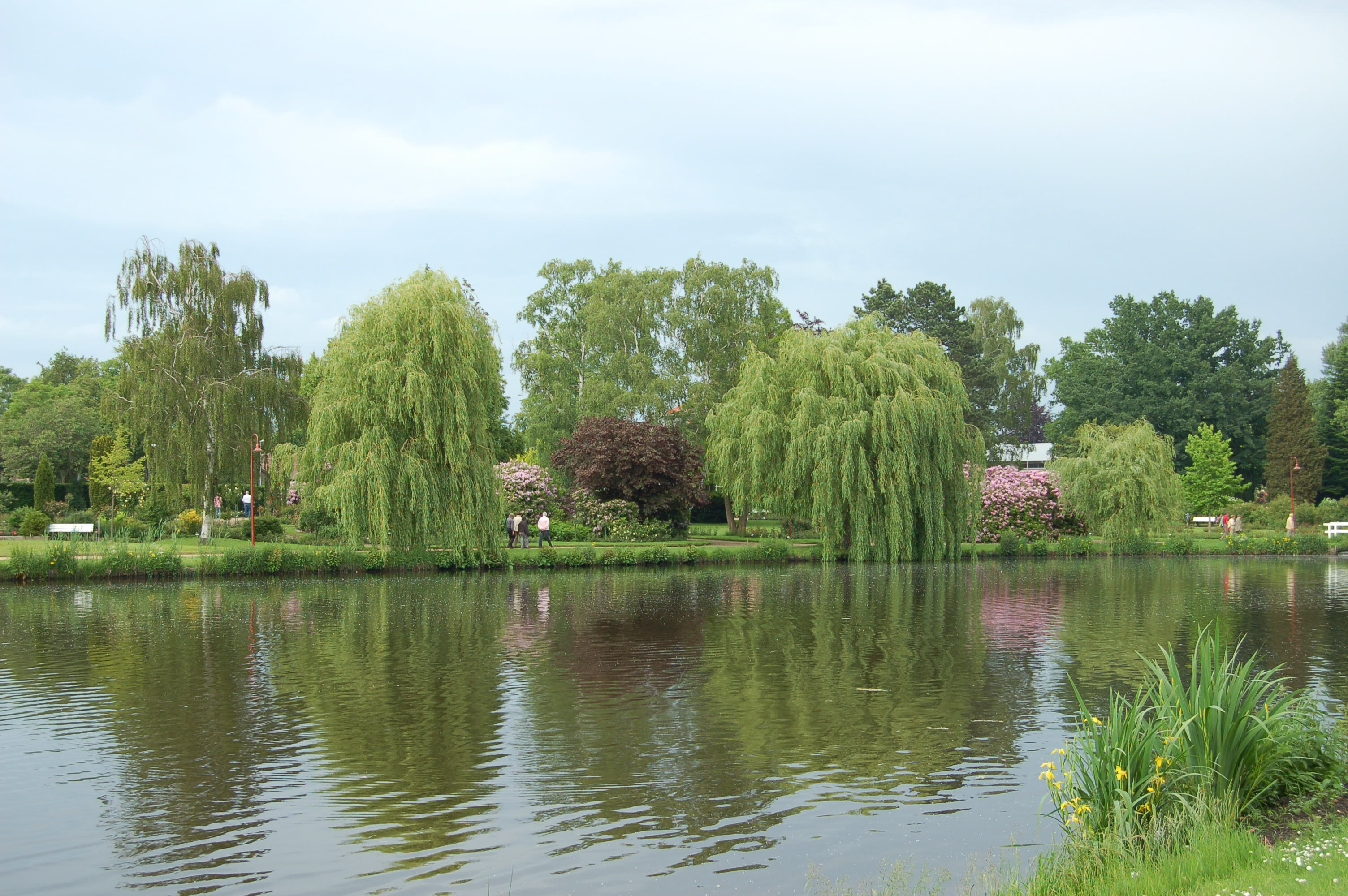
Berges de la roseraie
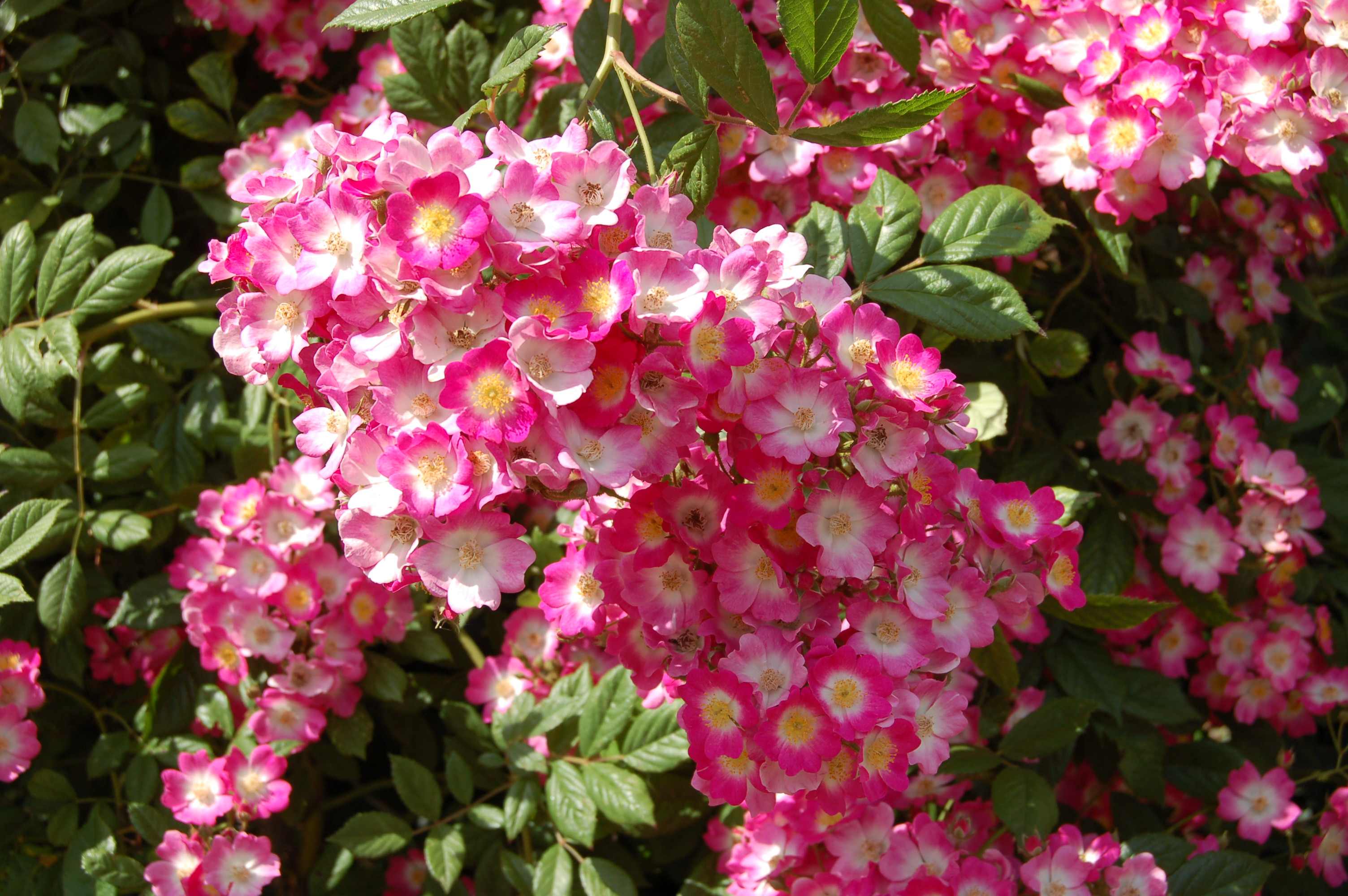
Rosier 'Mozart' (Peter Lambert, 1936)